# رایان چارلز
رایان چارلز (انگلیسی: Ryan Charles؛ زادهٔ ۳۰ سپتامبر ۱۹۸۹) بازیکن فوتبال اهل بریتانیا است.
از باشگاه‌هایی که در آن بازی کرده‌است می‌توان به باشگاه فوتبال کمبریج یونایتد، باشگاه فوتبال بث سیتی، باشگاه فوتبال نیوپورت کانتی، باشگاه فوتبال لوتون تاون، باشگاه فوتبال همل همپستید تاون، باشگاه فوتبال مرثر تاون، باشگاه فوتبال کیدرمینستر هاریرس، باشگاه فوتبال کترینگ تاون، باشگاه فوتبال چشام یونایتد، و باشگاه فوتبال هیتچین تاون اشاره کرد.